# Obrowo (jezioro)
Obrowo, Obrowo Duże (niem. Großer Wobbrower See) – przepływowe jezioro wytopiskowe na Pojezierzu Kaszubskim, położone w województwie pomorskim, w powiecie bytowskim, w gminie Czarna Dąbrówka, w zlewni rzeki Słupi, połączone strugą z jeziorem Jasień.
Ogólna powierzchnia: 37,4 ha.